# Гартман, Франц
Франц Гартман (нем. Franz Hartmann; 22 ноября 1838 — 7 августа 1912) — немецко-американский теософ, астролог, врач, писатель

.

## Биография

### Начало карьеры
Франц Гартман родился 22 ноября 1838 года в Донаувёрте, Бавария. Учился в школе в Кемптене, где его отец Карл Гартман получил должность королевского врача. После окончания школы Франц работал помощником аптекаря.
В 1859 году он записался в Мюнхене добровольцем в 1-й артиллерийский баварский полк и принял участие в войне между Австрией и Италией. После заключения мира начал изучать медицину в Мюнхенском университете. В 1862 году успешно сдал экзамены на государственного фармацевта и в 1865 году получил учёные степени доктора медицины и магистра фармакологии.

### В Америке
В 1865 году Гартман, будучи во Франции, устроился судовым врачом на корабль, отправлявшийся в США. В течение следующих 18 лет работал в качестве врача в различных городах Америки, а также изучал религиозные верования индейцев. Заинтересовался спиритизмом: экспериментировал с медиумами и начал развивать свои собственные медиумические способности. Переписывался с ведущими теософами, после чего был приглашен в штаб-квартиру Теософского общества в Адьяре.

### Теософия
В конце 1883 года Франц отправился в Индию из Калифорнии, с остановками в Японии и Юго-Восточной Азии. В 1884 году он был в центре событий, связанных с Куломбами. В апреле 1885 года Гартман и Блаватская отбыли в Европу, навсегда оставив Индию.
В 1893 году он приступил к изданию немецкого теософского журнала Lotusblüthen. В 1895 году выступил на стороне Уильяма Джаджа в его конфликте с руководством Теософского общества. В 1896 году был избран главой теософской группы, основанной в Германии Кэтрин Тингли.

## Комментарии
1. ↑  Эмигрировал в Америку в 1865, получил американское гражданство в 1867[1][2].
2. ↑  «290 works in 1,227 publications in 3 languages and 3,638 library holdings»[3].